# Marplesia dugdalei
Marplesia dugdalei là một loài nhện trong họ Amphinectidae. Loài này phân bố ở New Zealand.